# Astra-Stadion
Das Astra-Stadion (rumänisch Stadionul Astra) ist ein Fußballstadion in der rumänischen Stadt Ploiești. Es bietet Platz für 10.000 Zuschauer und diente dem Verein Astra Ploiești bis September 2012 als Heimstätte.

## Geschichte
Das Astra-Stadion in Ploiești wurde im Jahr 1934 erbaut und auch eröffnet. Seitdem nutzte der Verein Astra Ploiești die Sportstätte als Austragungsort für Heimspiele im Fußballsport. Der 1934 gegründete Verein stieg 1998 erstmals in die Liga 1, die erste rumänische Liga, auf und spielt auch derzeit dort. Größter Erfolg für den Verein ist wohl das zweimalige Erreichen des Halbfinals im rumänischen Pokal in den Jahren 2002 und 2003. Zudem gewann man zweimal die Meisterschaft in der zweiten Liga. Von 2008 bis 2009 wurde das Stadion auch von dem Verein CS Otopeni während deren bislang einziger Erstligasaison genutzt, da das Heimstadion von Otopeni gerade einmal gut eintausend Zuschauern Platz bietet. Aufgrund eines Stadionkonfliktes in Bukarest kommt das Astra-Stadion 2011 auch für Steaua Bukarest, Dinamo Bukarest und Rapid Bukarest in Frage, Steaua spielte hier bereits zweimal, gegen Universitatea Cluj gewann man 2:1, gegen FCM Târgu Mureș 2:0. Auch Dinamo war im Astra-Stadion beim 1:0 gegen Târgu Mureș zugegen.
Heute fasst das Astra-Stadion 10.000 Zuschauer. Es ist nach dem Ilie-Oană-Stadion das zweitgrößte Stadion der Stadt mit Platz für 14.350 Besucher des Lokalrivalen Petrolul Ploiești, mit dem Astra Ploiești einige Jahre sogar fusioniert war. Bisher spielte die rumänische Fußballnationalmannschaft einmal im Astra-Stadion. Im Rahmen der Qualifikation zur Fußball-Europameisterschaft 2004 in Portugal spielte Rumänien am 6. September 2003 hier gegen Luxemburg und gewann mit 4:0.